# Si-čchang
Si-čchang (čínsky pchin-jinem Xīchāng, znaky 西昌) je město s krajskými právy v jiho-centrální Číně v provincii S'-čchuan, administrativní sídlo autonomní prefektury Liang-šan. V roce 2000 mělo město přibližně 615 tisíc obyvatel. Je střediskem potravinářského a hutnického průmyslu, nákupním centrem zemědělského regionu, a také turistickým centrem s tradicemi s kulturou etnické skupiny Iů. Si-čchang má také svoje vlastní letiště.